# Hendrick Mommers
Hendrick Mommers (gedoopt Amsterdam, gedoopt op 2 januari 1620 – aldaar begraven, 21 december 1693) was een Nederlandse landschapsschilder uit de Gouden Eeuw.

## Leven
Hendrick Mommers was vermoedelijk geboren tussen 31 december 1619 en 1 januari 1620. Hij werd op 2 januari 1620 gedoopt in de Oude Kerk van Amsterdam.  Hij woonde aan de oever van het Spaarne in Haarlem. Mommers was van 1647 tot 1673 lid van het Haarlemse Sint-Lucasgilde. Hij verhuisde naar Amsterdam  waar hij op 22 januari 1651 in ondertrouw ging met de Amsterdamse Maria van Kolpert. Mommers stierf eind 1693 op 74-jarige leeftijd.

## Werk
Volgens Arnold Houbraken in de Groote Schouburgh was Hendrick Mommers een Haarlemse schilder van groentemarkttaferelen. Mommers was een leerling van Nicolaes Berchem, een schilder gespecialiseerd in pastorale scènes. Samen reisden ze naar Rome, waar ze tussen 1644 en 1646 verbleven, aangetrokken door de indrukwekkende landschappen van het Romeinse platteland.  Zijn Bentvueghels' naam was Slempop.
Mommers werd vooral bekend om zijn pastorale taferelen met schapen en runderen, of marktscènes met groententrossen, vaak geplaatst tegen de achtergrond van het Lazio-landschap of Romeinse ruïnes. Hij viel op door de levendige rode en blauwe tinten waarmee hij de kleding van zijn figuren schilderde.
Daarnaast schilderde hij ook Nederlandse landschappen, waarin herders en grazend vee centraal stonden, met immense luchten vol wolken. Zijn kleurgebruik, warme en blonde tinten, doet sterk denken aan de landschappen en genretaferelen van Aelbert Cuyp.
Hij was de eerste leermeester van de jonge schilder Dirk Maas, die later les kreeg van Nicolaes Berchem.

## Galerij

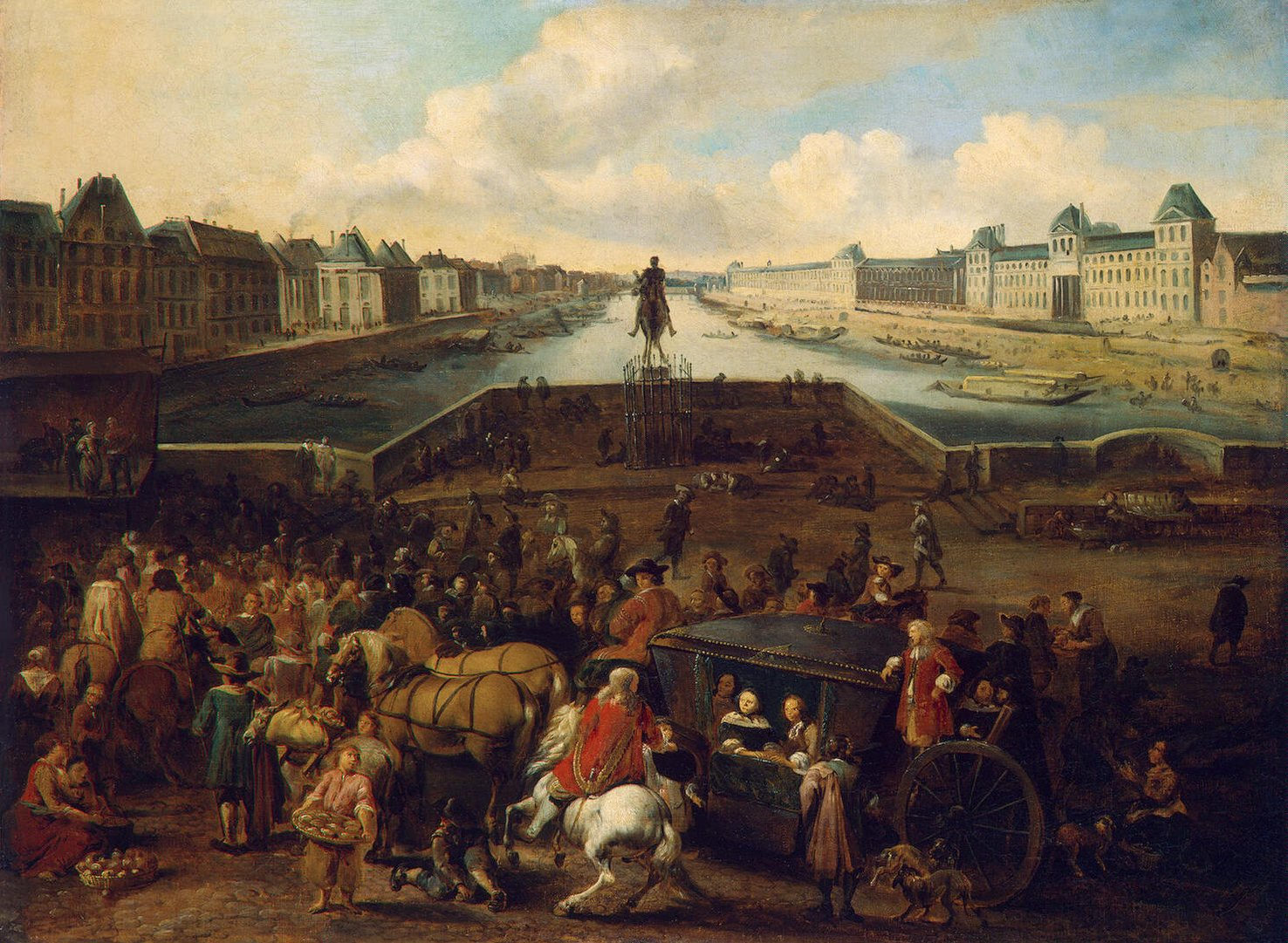
Pont Neuf, Parijs, (Louvre)
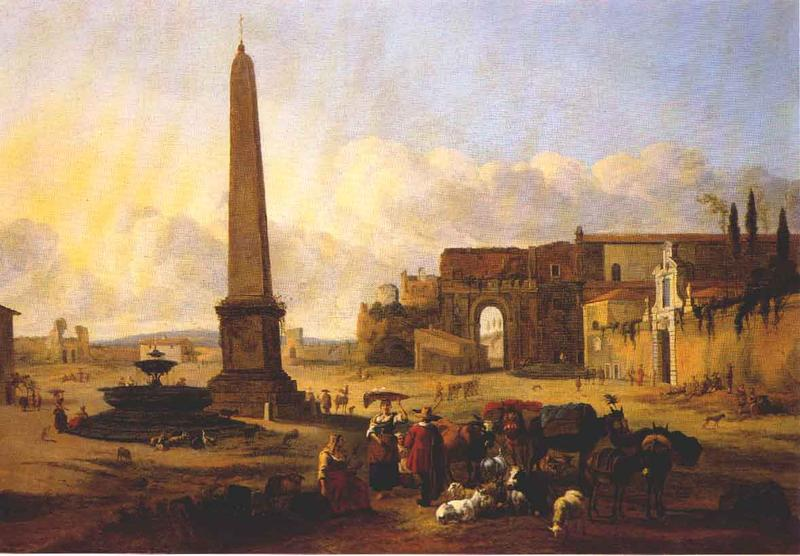
Piazza del Popolo, Rome
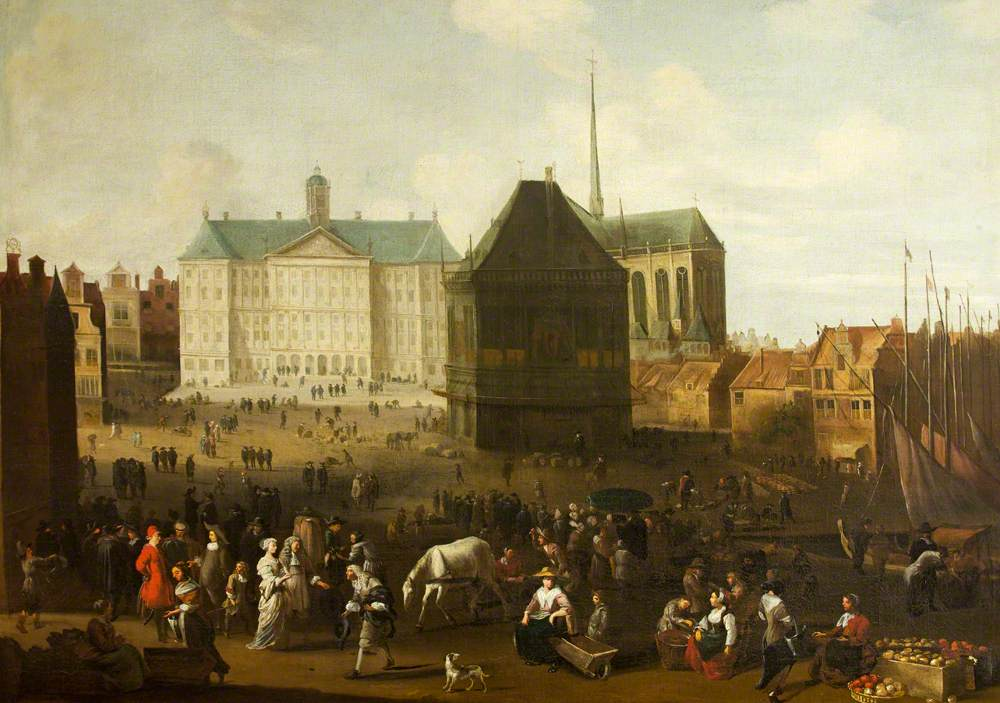
De Dam, Amsterdam, (National Trust)

- Auckland Art Gallery Toi o Tāmaki: 2065
- Biografisch Portaal: 45881500
- Gemeinsame Normdatei: 1043302883
- International Standard Name Identifier: 0000 0000 7075 0027
- KulturNav: e448023d-ff74-4b04-9241-e46db719c60f
- RKD-Nederlands Instituut voor Kunstgeschiedenis: 56794
- Union List of Artist Names: 500026482
- Virtual International Authority File: 95845162